# 费奥多尔·阿布拉莫夫
费奥多尔·亚历山德罗维奇·阿勃拉莫夫(俄语：Фёдор Александрович Абрамов, 1920年2月29日—1983年5月)，苏联作家。他的小说以自己农村生活的深入观察和思考为基础，揭露了农业管理和人与人之间各种矛盾与弊端。

## 生平与创作
阿勃拉莫夫出生于俄罗斯北方阿尔汉格尔斯克州维尔科尔村的农民家庭，很早就成为孤儿。苏德战争爆发后，正在列宁格勒大学读书的他志愿入伍。1941年9月手臂受伤，经短暂治疗后重上前线，两个月后受重伤，死里逃生。身体恢复之后，他到反谍部门工作，1945年加入苏联共产党。1948年列宁格勒大学语文系毕业后，从事文学研究和评论工作。1952年他和研究蒲宁的学者柳德米拉·克鲁提考娃结婚。
阿勃拉莫夫对农村充满热爱，曾多次回到家乡体验生活。1954年，他发表《战后散文中的集体农庄的人们》，批评当时农村题材作品普遍存在粉饰现实、不重视对人的描写的倾向。1958年发表了已经完成很久的小说《兄弟姐妹》，他的小说继承了“奥维奇金派”揭露农村矛盾和肖洛霍夫的写实传统的传统，对农村的生活进行深入的观察和思考，注重写人，注重揭示人的心灵。1963年发表的特写《绕来绕去》批判了赫鲁晓夫的农业政策，遭到批斗。1968年阿勃拉莫夫完成了《两冬三夏》，因为谴责了战后初年苏联农村贫穷落后的现实和农村政策的失误，引起了争论，连同十年前写作的《兄弟姐妹》也被指责为有强调困难的自然主义倾向。《兄弟姐妹》《两冬三夏》和1973年出版的《十字路口》合称《普里亚斯林一家》三部曲，并于1975年获得苏联国家奖金。
1978年阿勃拉莫夫又写出续篇《屋子》，合称《普里亚斯林一家》四部曲。此外，他还发表了不少中短篇小说，其中《木马》  (1969)、  《彼拉盖雅》(1969)、《阿利卡》(1972)合称小三部曲。1975年被选为苏联作协理事。1981年当选苏联作协书记。

## 外在链接
- 介绍阿勃拉莫夫生平和创作的网站 （页面存档备份，存于）